# Dicranomyia (Zelandoglochina) multiarmata
Dicranomyia (Zelandoglochina) multiarmata is een tweevleugelige uit de familie steltmuggen (Limoniidae). De soort komt voor in het Neotropisch gebied.